# Attilio Demaría
Atilio José Demaria dit Attilio Demaria (né le 19 mars 1909 à Buenos Aires et mort le 11 novembre 1990 dans la même ville) est un footballeur et entraîneur argentin et italien.

## Biographie
En tant qu'attaquant, Attilio Demaría fut international argentin à trois reprises (1930-1931) pour aucun but inscrit et international italien à treize reprises (1932-1940) pour trois buts inscrits. Il participa à la Coupe du monde de football de 1930 avec l'Argentine, ne jouant qu'un match contre le Mexique. Il termina finaliste de ce tournoi. Il fit aussi la Coupe du monde de football de 1934, avec l'Italie, ne jouant qu'un match contre l'Espagne, et remporta ce trophée. Il remporta aussi avec l'Italie la Coupe internationale 1933-1935.
Il joua dans des clubs argentins (Gimnasia y Esgrima La Plata et Estudiantil Porteño) et italiens (Ambrosiana-Inter, AC Novare, AC Legnano et AS Cosenza), remportant une coupe d'Italie en 1939 et un scudetto en 1940. Il fut joueur-entraîneur de l'AS Cosenza.

## Clubs
- 1930-1931 :  Gimnasia La Plata
- 1931-1936 :  Ambrosiana-Inter
- 1936-1938 :  Estudiantil Porteño
- 1938-1943 :  Ambrosiana-Inter
- 1944 :  AC Novare
- 1945-1946 :  AC Legnano
- 1946-1948 :  AS Cosenza (joueur-entraîneur)

## Palmarès
- Coupe du monde de football
  - Vainqueur en 1934
  - Finaliste en 1930
- Coupe internationale
  - Vainqueur en 1933-1935
- Championnat d'Argentine de football
  - Vice-champion en 1930
- Championnat d'Italie de football
  - Champion en 1940
  - Vice-champion en 1933, en 1934, en 1935 et en 1941
- Coupe d'Italie de football
  - Vainqueur en 1939
- Coupe Mitropa
  - Finaliste en 1933